# Butterfly Crush
Pour les articles homonymes, voir Butterfly et Crush.
Pour plus de détails, voir Fiche technique et Distribution.
Butterfly Crush est un film australo-néo-zélandais réalisé par Alan Clay (en), sorti en 2010. 
Le film est une adaptation du roman Dance Sisters.

## Synopsis
Butterfly Crush est un duo féminin de danse et de chant.

## Fiche technique
- Titre : Butterfly Crush
- Réalisation : Alan Clay (en)
- Scénario : Alan Clay
- Production :
- Société de production : Artmedia
- Musique : :
- Pays :  Australie;  Nouvelle-Zélande
- Langue originale : anglais
- Lieux de tournage : Sydney, Australie - Wanganui, Nouvelle-Zélande
- Genre : Drame, musical, romance
- Durée : 1 h 29
- Date de sortie : 2010

## Distribution
- Courtney Hale : Moana
- Hayley Fielding : Eva
- Amelia Shankley : la vedette
- Richard Adams : Matt
- Sally Kelleher : Angel
- Jennifer Corren : la femme sans-abri
- Alexia Kelly : Bag Lady